# Brüderstraße (Berlin-Mitte)

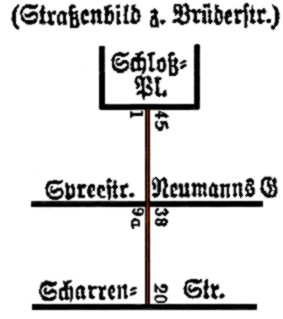
Straßenbild im Jahr 1900

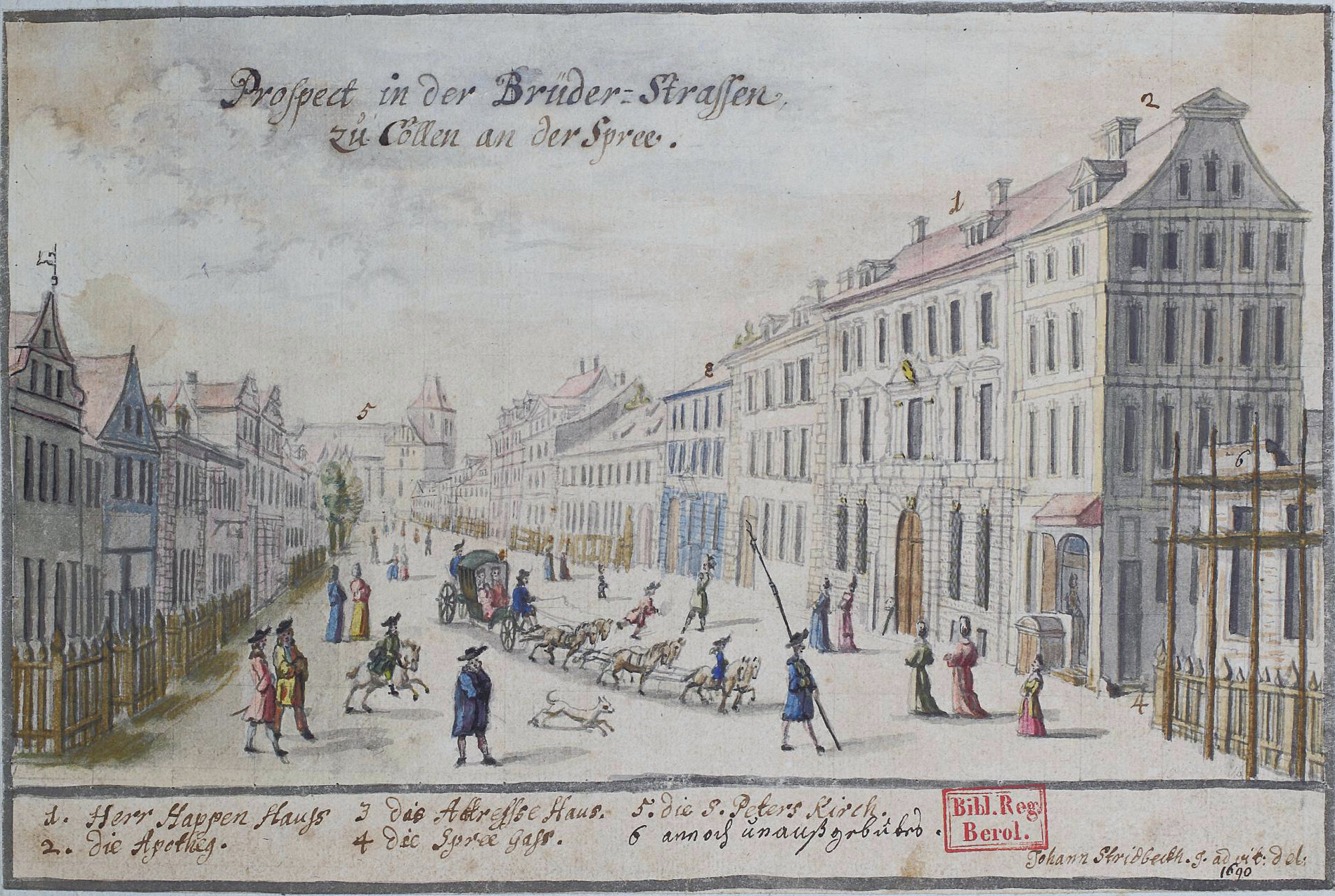
Prospect der Brüderstrasse zu Cöllen an der Spree, Aquarell von Johann Stridbeck dem Jüngeren, 1690

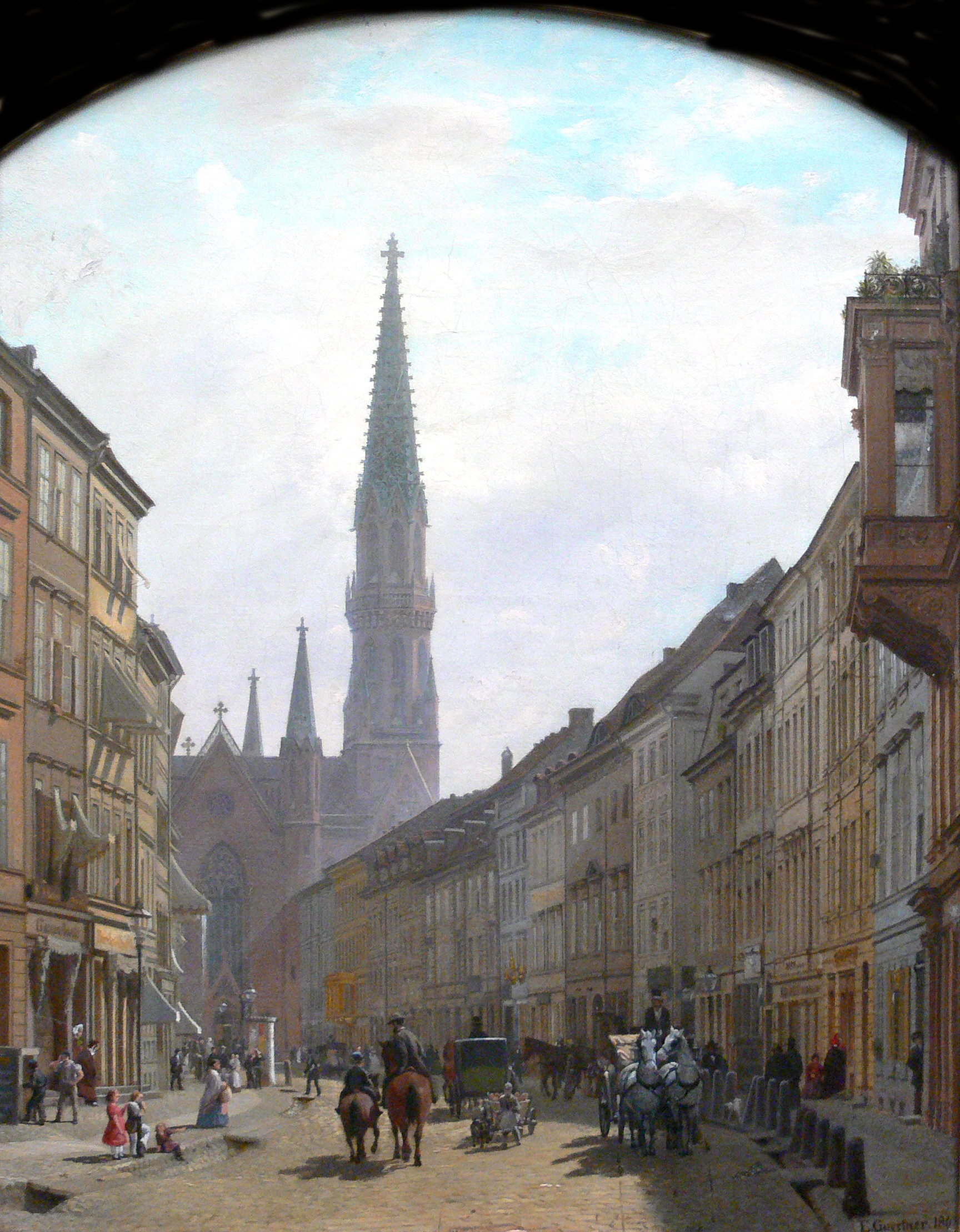
Brüderstraße und Petrikirche auf einem Gemälde von Eduard Gaertner

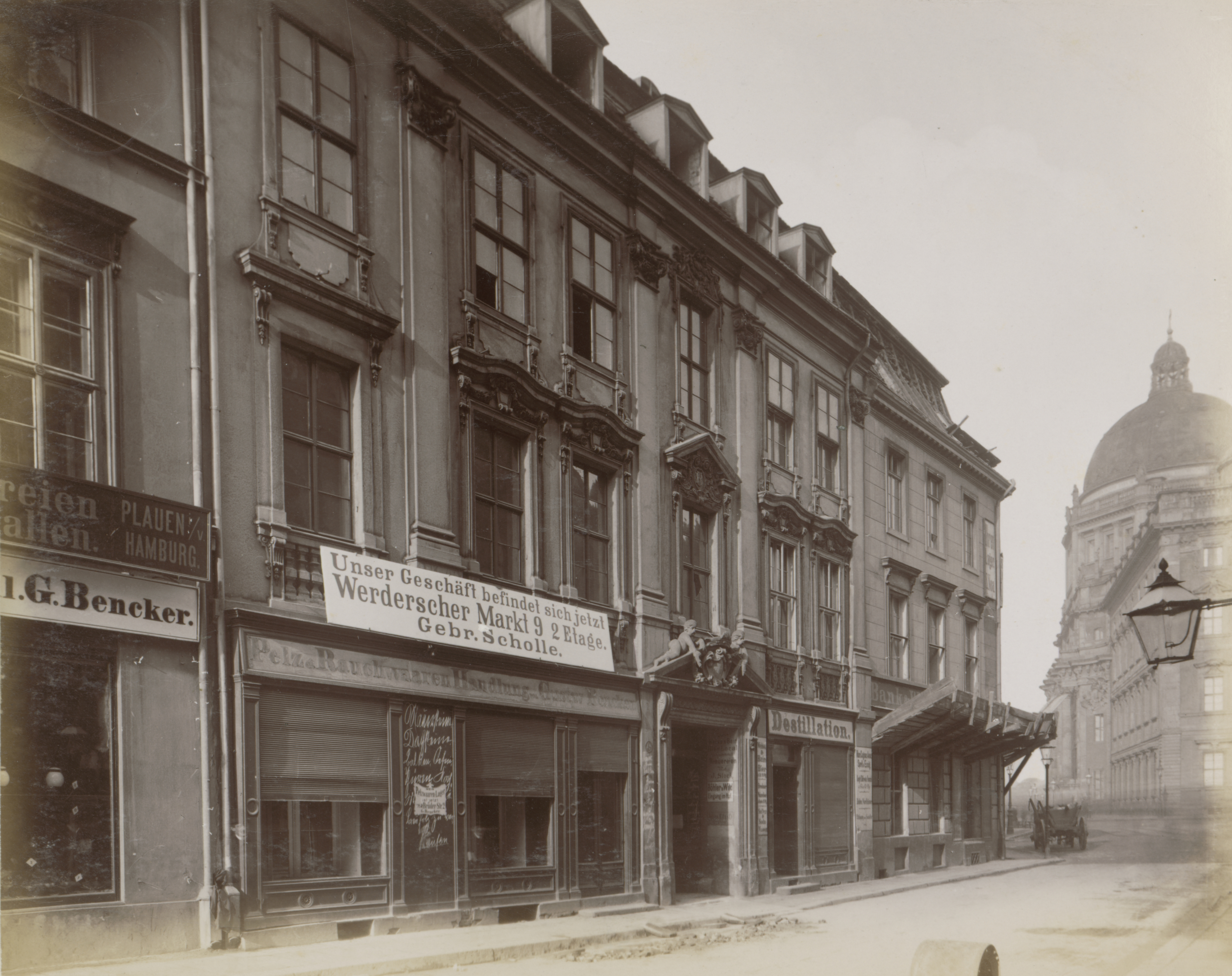
Brüderstraße und Berliner Schloss, ca. 1890

Karte mit "Brüder Str.", ca. 1893

Die Brüderstraße ist eine 150 (ursprünglich 280) Meter lange Straße im Berliner Ortsteil Mitte des gleichnamigen Bezirks. Sie gehört zum historischen Stadtteil Alt-Kölln und existiert seit dem 13. Jahrhundert.

## Lage und Verlauf
Die Brüderstraße verläuft seit 1964 von der Sperlings- bzw. Neumannsgasse bis zur Scharrenstraße bzw. zum Petriplatz. Ursprünglich begann sie am Schloßplatz bzw. vor der Dominikaner Klosterkirche. Die Hausnummern verlaufen in Hufeisenform ursprünglich vom Haus Nr. 1 am Schloßplatz bis zur Scharrenstraße und zurück zum Haus Nr. 45. Nach der Verkürzung der Straße wurden die Hausnummern nicht verändert und beginnen heute mit der Nr. 10 an der Sperlingsgasse und enden mit der Nr. 33 an der Neumannsgasse.

## Straßenname
Ihren Namen erhielt sie nach den Schwarzen Brüdern, den Dominikaner-Mönchen, die ihr Kloster am Ort des späteren Schloßplatzes gegründet hatten, wobei die Brüderstraße zu dem Kloster führte.
Der Darstellung aus Hermann Vogt „Die Straßennamen Berlins“ ist zu entnehmen: „Der älteste Theil derselben – zwischen Neumanns Gasse und Petri Platz – hat seinen Namen von dem hier belegenen Convent der Dominikaner-Brüder, welche sich im Jahre 1297 in dieser Straße niederließen. Der übrige Theil hieß früher Nach dem Neuen Stifte, nach der 1469 erfolgten Erhebung der Dominikanerkirche zum Neuen Domstifte. In einem Lehnbriefe des Kurfürsten Joachim Sigismund wird sie Dom-Gasse genannt. Seit dem Großen Kurfürsten hat die ganze Straße ihren heutigen Namen.“
Eine später entstandene Legende zur Namensherkunft besagt: In dieser Straße lebten vier Brüder, die sich geschworen hatten, niemals zu heiraten. Ohne gegenseitig davon zu wissen, verliebten sie sich jedoch alle vier in das gleiche Mädchen, das vom Teufel besessen war. Sie lud alle vier zu einem Treffen am gleichen Ort zur gleichen Zeit ein. Als die Brüder jedoch sahen, dass sie hintergangen worden waren, reichten sie sich die Hände und erneuerten das Versprechen, keine Ehe eingehen zu wollen. Um nicht wieder in Versuchung zu geraten, wurden sie Mönche und gründeten ein Kloster am Ende ihrer Straße.

## Geschichte

### Mittelalter bis 19. Jahrhundert
Angelegt im 13. Jahrhundert zählt die Brüderstraße zu den ältesten Straßen Berlins. Historische Dokumente weisen aus, dass sich in dieser Straße im Jahr 1297 ein Konvent des Dominikanerklosters niederließ. Deshalb ist die Namensgebung der Straße nach den Dominikaner-Mönchen auch die glaubwürdigste, obwohl es auch andere Legenden dazu gibt (siehe: Legende um die Namensherkunft).
In der Brüderstraße sind auf einem Kupferstich von 1808 nach einer Vorlage von Franz Ludwig Catel drei Kastenbrunnen zu sehen, diese Schwengelpumpen wurden über Kesselbrunnen zur Versorgung der Bevölkerung mit Trink-, Gebrauchs- und Löschwasser aufgestellt, bevor in Berlin das Wassernetz zum Ende des 19. Jahrhunderts ausgebaut wurde. Der eine steht an der Ostseite 20 m nördlich Ecke Scharrenstraße (Haus Nr. 21) (#116,Lage), ein zweiter an der östlichen Straßenseite stand 70 m südlich in Richtung Ecke Neumanns Gasse (vor Haus Nr. 26, gegenüber der Nr. 13, dem Nicolaihaus) (#117, Lage) aufgestellt und ein dritter Gassenbrunnen, der die Bewohner in der Brüderstraße versorgte stand zehn Meter neben der Ecke Spreestraße (an der westlichen Straßenseite am Haus Nr. 10) (#118, Lage) Das Pumpgestänge der Brunnen war zum Schutz vor Wetter und Verschmutzungen und Beschädigungen eingehaust. Ein spitzes Dach schützte den Kasten nach oben, der Schwengel befand sich an der Seite und das Auslaufrohr war zum Schnittgerinne gerichtet. Um das Holzgehäuse zu schützen, stand unter dem Ausfluss ein schräges Brett gegen Spritzwasser. Zudem standen meist zwei bis vier Bottiche daneben, in denen der bei Brand notwendige Sofortvorrat an Löschwasser bereitstand.
In der Brüderstraße lebten im 17. und 18. Jahrhundert für das Berliner Kulturleben bedeutende Personen, dazu gehörten der Baumeister und Künstler Andreas Schlüter, der Buchhändler und Schriftsteller Friedrich Nicolai, der Buchdrucker Georg Jacob Decker, der Zeichner Daniel Chodowiecki, der Porzellanfabrikant Johann Ernst Gotzkowsky, der „Vater der deutschen Bevölkerungsstatistik“ Johann Peter Süßmilch und der Seidenfabrikant Jean Paul Humbert. Hier war der Schauplatz des Berliner Tumults von 1615, bei dem die Häuser der Domprediger attackiert und geplündert wurden.
Die Straße war im 18./19. Jahrhundert der bevorzugte Wohnsitz begüterter Einwohner, darunter zahlreiche Kaufleute, Handwerksmeister und Fabrikanten wie Jobst Schultheiss.
Im Jahr 1768 gab es die Weinhandlung Maurer und Bracht (1799: Maurers Erben). Im Haus Nr. 11 lag die Propstei zu Kölln, daneben gab es eine Stickereimanufaktur, eine Schriftgießerei und die Italiener Waaren-Handlung, ein Treffpunkt feiner Damen mit einem Angebot rund um die Schönheit. Das Haus Nr. 39 beherbergte das Gasthaus zur Stadt Paris  und direkt am Schloßplatz, im Haus zum Dom befand sich dessen Verwaltung, das Direktorium. Gegen Ende des 19. Jahrhunderts wandelte sich der Charakter von der vornehmen ruhigen Wohn- zu einer lebhaften Geschäftsstraße.

### 20. Jahrhundert
Rudolph Hertzog, der in der Breiten Straße mit einer Manufactur-Waaren-Handlung begann, expandierte Anfang des 20. Jahrhunderts bis zur Brüderstraße. 1909 wurde der heute noch erhaltene Erweiterungsbau an der Brüderstraße Ecke Scharrenstraße fertig gestellt.
Im Zweiten Weltkrieg wurden durch alliierte Luftangriffe über ein Fünftel der Gebäude der Brüderstraße zerstört, rund drei Viertel galten als beschädigt, aber wiederaufbaubar.
Zwischen 1962 und 1964 wurde das Staatsratsgebäude nach Plänen von Josef Kaiser und Roland Korn errichtet. In diesem Zusammenhang wurden die Bauten der nördlichen Brüderstraße, die den Krieg überdauert hatten, abgebrochen, darunter die unter Denkmalschutz stehenden Häuser Nummern 8 und 39a. Im Jahr 1964 entstand nach einem Entwurf des führenden Landschaftsarchitekten der DDR, Hubert Matthes, der Garten des Staatsratsgebäudes, an dessen Zaun gegenwärtig die Brüderstraße endet. Im restlichen Teilstück der Brüderstraße blieben nur das Kaufhausgebäude von Rudolph Hertzog in der Nummer 26 und die barocken Häuser Nr. 10 (Galgenhaus) und 13 (Nicolaihaus), sowie das Geschäftshaus Nr. 11–12 erhalten. Zu den abgerissenen Gebäuden gehörte das innen ausgebrannte Schlüterhaus Nummer 33 aus der Zeit um 1700. Auf den abgeräumten Grundstücken der Westseite der Straße wurden Anfang der 1960er Jahre Appartementhäuser mit Kleinstwohnungen nach Entwürfen des Kollektivs Prasser/Graffunder errichtet. Das Eckgrundstück Brüderstraße und Neumannsgasse kam als Areal zum Neubau des DDR-Bauministeriums.

### Neue Entwicklungen im Stadtbild
Zwischen 2006 und 2010 wurde die nach Abbruch der Petrikirche vorgenommenen Verlängerung der Brüderstraße bis zur Gertraudenstraße rückgängig gemacht.

Seit Anfang der 1990er Jahre gehört die Brüderstraße zum Entwicklungsbereich Hauptstadt Berlin – Parlaments- und Regierungsviertel. Der öffentlich verfügbare Raum soll durch „Nutzungsmischung und Reurbanisierung qualifiziert werden“. Außerdem liegt die Brüderstraße im Geltungsbereich des 2011 beschlossenen Bebauungsplanes I-218.

## Bauten und Denkwürdigkeiten
Ein Prospekt der Brüderstrasse von Johann Stridbeck dem Jüngeren aus dem Jahr 1690 zeigt die Brüderstraße mit Blick aus Richtung Schloss zur Petrikirche und hebt damals beachtenswerte Wohnhäuser hervor:
1. Herr Happens Haus,
2. die Apotheke,
3. das Adreß-Hauß,
4. die Spree Gasse,
5. die Petrikirche,
6. ein noch unausgebautes Haus.

- Brüderstraße 10 (Galgenhaus). Das Haus Brüderstraße 10 gehört zu den ältesten noch erhaltenen Bürgerhäusern Berlins. Im sogenannten „Galgenhaus“ zeigt die Galerie Kewenig seit September 2013 Ausstellungen rund um Arte Povera, Minimal Art und Konzeptkunst.[14] Die Bezeichnung geht darauf zurück, dass hier eine Dienstmagd für den angeblichen Diebstahl eines silbernen Löffels gehängt wurde, den man später auf der Ziegenweide wiederfand.[4]
- Brüderstraße 11/12. In den 1905 errichteten Gebäuden befindet sich die Vertretung des Freistaates Sachsen beim Bund.Brüderstraße 13, 1892

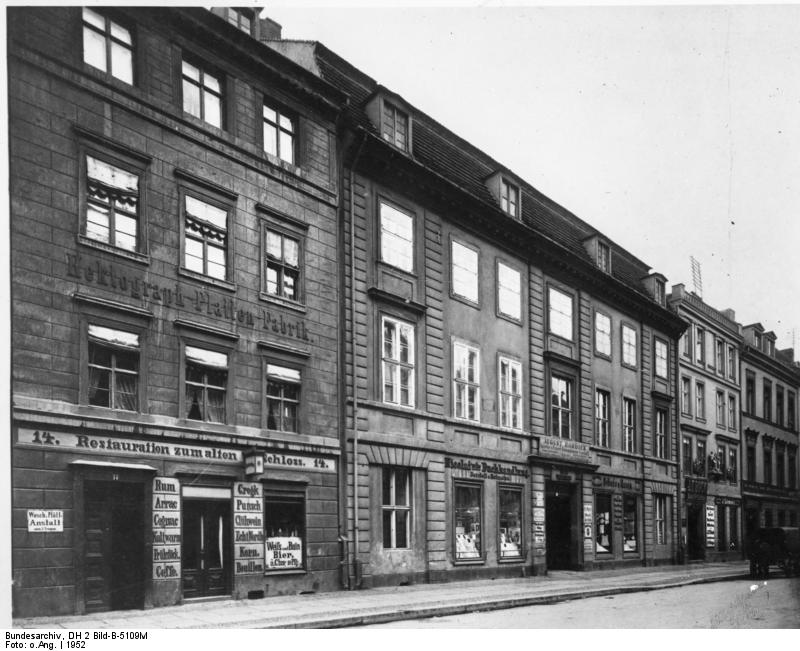
Brüderstraße 13, 1892

- Brüderstraße 13 (Nicolaihaus). In dem als Residenz errichteten Haus Brüderstraße 13 hielt sich unter anderem Graf Mirabeau auf, als er 1785 um eine Anstellung in preußischen Diensten nachsuchte; Friedrich der Große lehnte dies jedoch ab.[15] Friedrich Nicolai, der bereits als Autor, Kritiker und bedeutender Verlagsbuchhändler bekannt war und die Nachbarhäuser 14 und 15 besaß, kaufte 1787 für 30.000 Taler das Haus Brüderstraße 13 und ließ es durch Carl Friedrich Zelter renovieren und umbauen. Am 8. Januar 1811 starb Nicolai im Haus Nr. 13 und wurde unter großer öffentlicher Anteilnahme auf dem Luisenstädtischen Friedhof beigesetzt.[16] Nach dem Tod des Gründers führte dessen Schwiegersohn, Gustav Parthey, die Nicolaische Verlagsbuchhandlung fort. Von Ostern bis Mai 1811 war der Student Theodor Körner Gast im Hause Partheys, nachdem er Leipzig wegen eines Duells hatte verlassen müssen. Zwischen dem Frühjahr 1814 und 1815 lebte Elisa von der Recke zusammen mit ihrem Lebensgefährten, dem Dichter Christoph August Tiedge im Haus Brüderstraße 13. Christian Gottfried Körner, der Vater des Dichters Theodor Körner und Freund Schillers, mietete nach seiner Ernennung zum Staatsrat 1815 eine Wohnung. Die Familie Körner wohnte hier bis 1828. Wegen all der bekannten Literaten nannte man das Gebäude auch den „Dichterwinkel Berlins“.[17] Im 20. Jahrhundert war das Haus Sitz des Instituts für Denkmalpflege und gleichzeitig Museum. 2011 wollte der Suhrkamp Verlag, der bis 2009 in Frankfurt am Main beheimatet war, seinen Hauptsitz in das Nicolaihaus verlegen. Doch im Juli 2011 kaufte die Deutsche Stiftung Denkmalschutz das Nicolaihaus, um 2012 dort die bereits bestehenden Berliner und Potsdamer Vertretungen in einem Haus zusammenzuführen.[18] Kaufhaus Rudolph Hertzog

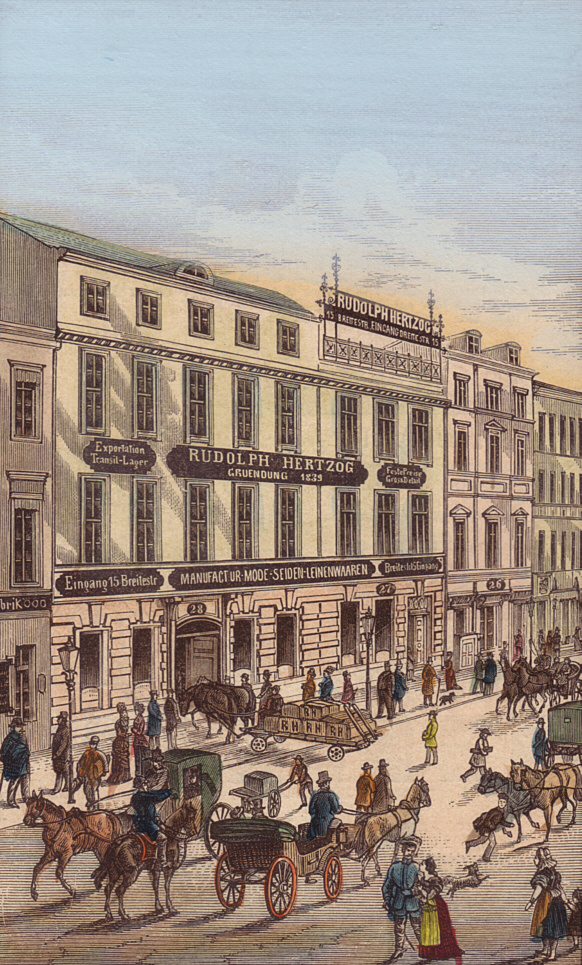
Kaufhaus Rudolph Hertzog

- Brüderstraße 26. Das Gebäude in der Brüderstraße 26 war Teil des Warenhauses von Rudolph Hertzog, einem der ältesten und größten Kaufhäuser in Berlin. Hertzog hatte die Einrichtung 1839 als Manufactur-Waaren-Handlung gegründet. Der noch bestehende Teil des Kaufhauses in der Brüderstraße entstand 1908/1909 nach Plänen von Gustav Hochgürtel. In den 1960er Jahren wurde die im Zweiten Weltkrieg beschädigte Fassade vereinfacht wiederhergestellt. In diesem Gebäude an der Ecke Scharrenstraße befand sich in der DDR-Zeit die Verkaufsstelle Chic zu dritt (Jugendmode-Kaufhaus und Hochzeitsausstatter). Das Haus steht unter Denkmalschutz, ist jedoch leer.[19] Um das Gebäude kümmert sich eine Firma, die sich mit der Erschließung von unbebauten Grundstücken befasst, weil ein neuer Nutzer gesucht wird (Stand Anfang 2014).
- Brüderstraße 27. Im 18. Jahrhundert befand sich im Haus der Weinkeller „Baumannshöhle“. Sie war ein beliebter Treffpunkt von Gotthold Ephraim Lessing, Moses Mendelssohn, Karl Wilhelm Ramler und Nicolai.[20]
- Brüderstraße 29
- Brüderstraße 39. In der Brüderstraße 39 befand sich lange der Gasthof Stadt Berlin. Hier logierte sich Mirabeau ein, als er von Frankreich nach Berlin geschickt wurde, um die Verhältnisse nach dem erwarteten Ableben Friedrichs des Großen zu erkunden. Mirabeau verfasste hier neben geheimen Informationen auch sein Werk Sur la monarchie prussienne sous Frédéric le Grand.[21] Im Hotel, das um 1800 Gasthaus zur Stadt Paris hieß, wohnte auch Madame de Staël, die hier nach ihrem Besuch bei Goethe in Weimar am 8. März 1804 eintraf. Auch Joseph von Eichendorff wohnte hier am 20. November 1809.[22] Im Jahr 1740 wurde in dem hier befindlichen Gasthof die Freimaurer-Loge Aux trois Globes gegründet. Aus dieser ging die älteste preußische Großloge Große National-Mutterloge „Zu den drei Weltkugeln“ hervor.[23]
- Brüderstraße 45. Im Haus Brüderstraße 45 waren bis 1846 die Domschule und die Küsterei des Berliner Doms untergebracht.[24] Die Gemeinde verkaufte schließlich das Gebäude und verlegte die Schule in die Kleine Präsidentenstraße 5 am Hackeschen Markt.